# 懷化縣
怀化县，中国湖南省的旧县名，是今湖南省怀化市鹤城区和中方县的前身。
1942年，湖南省析芷江、辰溪、黔阳三县筹设怀化县，1943年元旦，怀化县正式成立，治所怀化驿（今中方县泸阳镇）。1949年，怀化县驻地迁至榆树湾镇。1975年1月25日，榆树湾镇改为怀化镇（副县级）。1979年4月，析怀化县怀化镇与盈口公社为县级怀化市，怀化市与怀化县并存。1982年12月24日，撤销怀化县，辖区并入怀化市。1997年11月27日，设立地级怀化市后，原县级怀化市分设成为今鹤城区和中方县。